# Richard Avedon
Richard Avedon (New York, 1923. május 15. – San Antonio, Texas, 2004. október 1.) amerikai divat- és portréfotós. Volt a Vogue magazin vezető fotósa, de dolgozott a Life magazinnak és a Harper's Bazaar-nak is. Divatfotóin gyakran mozgásban fotózta a modelleket, ezzel sajátos atmoszférát, dinamikát teremtve.

## Élete és művészete
Avedon New Yorkban született, zsidó családban. Orosz származású apja, Jacob Israel Avedon szegény sorból küzdötte föl magát, míg a Fifth Avenue-n megnyithatta Avedon’s Fifth Avenue nevű sikeres ruhakiskereskedését.
1944-ben feleségül vette a banki pénztáros Dorcas Marie Nowellt, aki később Doe Avedon néven modell és színésznő lett. Kettőjük kapcsolata inspirálta a Mókás arc című zenés-táncos, romantikus film történetét. Gyermekük nem született. 1949-ben elváltak.
1945-től 1965-ig a Harper's Bazaar-nak, míg 1966 és 1990 között a Vogue magazinnak dolgozott. 1992-től a The New Yorker fotográfusa volt.
1951-ben házasságot kötött Evelyn Franklinnel, aki 2003. március 13-án hunyt el. Egy fiuk született, John Avedon.
Avedon legdrágábban eladott képe a párizsi Christie's aukciósház által elárverezett Dovima elefántokkal, Dior estélyi ruha című alkotása volt, melyért 2010-ben 841 ezer eurót fizettek. A fénykép 1955 augusztusában készült Párizsban, a Cirque d’Hiver-ben.
Olyan hírességekről készített portrét, mint Brigitte Bardot, Samuel Beckett, Björk, Marlon Brando, Charlie Chaplin, a Dalai láma Bob Dylan, Dwight D. Eisenhower, Alfred Hitchcock, Buster Keaton, Nastassja Kinski, Malcolm X, Marilyn Monroe, Pablo Picasso, Ezra Pound, Arnold Schwarzenegger és Andy Warhol.

## Idézetek Avedontól
- „A portréim inkább szólnak rólam, mint azokról az emberekről, akiket fényképezek.”[11]
- „Minden fotográfia pontos, de egyik sem egyenlő az igazsággal.”[11]

## Néhány ismertebb fényképe
- Marella Agnelli, olasz műgyűjtő, 1953
- Dovima elefántokkal (Dovima with Elephants), 1955
- Marilyn Monroe, színésznő, 1957
- Carmen (Homage to Munkacsi), Paris, 1957[12]
- Pablo Picasso, 1958
- Brigitte Bardot, színésznő, 1959
- Jacqueline de Ribes, 1961
- Christina Bellin, modell, 1962
- Kareem Abdul-Jabbar (Lew Alcindor), kosárlabda-játékos, 1963[13]
- Malcolm X, New York, 1963
- Dwight D. Eisenhower, az Amerikai Egyesült Államok eknöke, 1964
- Bob Dylan, énekes, New York, 1965
- The Beatles, 1967[14]
- Andy Warhol and Members of the Factory, New York, 1969
- Tina Turner, 1971
- Samuel Beckett, Párizs, 1979[15]
- Nastassja Kinski és a kígyó (Nastassja Kinski and the Serpent), Vogue, 1981[16]
- Whitney Houston (Whitney albumborító), 1987

## Kötetei
- An autobiography. London, Jonathan Cape Ltd., Eastman Kodak Professional Imaging, 1993. ISBN 0-224-03655-6
- Evidence, 1944-1994. (Szerk. Mary Shanahan) London, Jonathan Cape Ltd., Eastman Kodak Professional Imaging, New York, Whitney Museum of American Art, 1995. ISBN 0-224-04035-9

## Fordítás
- Ez a szócikk részben vagy egészben  a   Richard Avedon című angol Wikipédia-szócikk fordításán alapul.  Az eredeti cikk szerkesztőit annak laptörténete sorolja fel. Ez a jelzés csupán a megfogalmazás eredetét és a szerzői jogokat jelzi, nem szolgál a cikkben szereplő információk forrásmegjelöléseként.

## Külső hivatkozások
- Hivatalos oldala (angolul)
- Avedon Foundation (angolul)
- 39 Richard Avedon fénykép, Museum of Modern Art (angolul)
- Richard Avedon – Portraits, Filippo Venturi, Photography (angolul)
- Richard Avedon retrospektív fotókiállítása Párizsban, Hírextra, 2008. július 2.
- Mary Rourke: Photographer Richard Avedon Dies, Los Angeles Times, 2004. október 1.